# Sándor Boldogfai Farkas
Pour les articles homonymes, voir Farkas.
Dans le nom hongrois Boldogfai Farkas Sándor, le nom de famille précède le prénom, mais cet article utilise l’ordre habituel en français Sándor Boldogfai Farkas, où le prénom précède le nom.
Boldogfai Farkas Sándor (né le 29 juillet 1907 à Törökudvar et mort le 18 novembre 1970 à Budapest) est un artiste hongrois. 

## Biographie
Boldogfai Farkas Sándor a dessiné les pièces de 2,10 et 20 Forint de la République populaire de Hongrie.